# Контрада Берарди (Потенца)
Контрада Берарди (итал. Contrada Berardi) је насеље у Италији у округу Потенца, региону Базиликата.
Према процени из 2011. у насељу је живело 19 становника. Насеље се налази на надморској висини од 545 м.